# Google Karte
Google Karte je Googleova tehnologija besplatnih digitalnih mrežnih karata, koje čine osnovu mnogih servisa i usluga, od pregledavanja satelitskih snimaka, planiranja trase putovanja (plana kretanja), lokatora traženih mjesta, itd.
Dopušta jednostavnu implementaciju na različite web stranice, kombiniranje s drugim aplikacijama, razvoj dodataka i prilagođavanje specifičnim potrebama. Zasnovana na istoj tehnologiji postoji i kao zasebna aplikacija namijenjena instaliranju i korištenju na pojedinim osobnim računalima s vezom na internet, Google Earth, virtualni globus.

## Osnove sustava
Uz digitalne karte koje su vektorske slike, osnove sustava su i satelitske snimke koje su rasterskog tipa, a podržane su uglavnom u visokoj razlučivosti za sva područja velike naseljenosti i važne zemljopisne lokacije. Fotografije se polako prikupljaju kako nastaju, nakon odabira se implementiraju u sustav, te je tako većina fotografija starija od godinu dana, a neke potječu čak iz 2001. godine. 
Treba napomenuti da su neke fotografije najvećih rezolucija ustvari "zračne" snimke iz zrakoplova, a ne satelitske. Zbog takve koncepcije, sustav je podložan greškama kao i svaki drugi, tako da ponekad slika koju pruža Google Maps nije realna i ne odgovara trenutnoj situaciji zbog promjena koje su nastale nakon što je fotografija nastala. Zbog te lake dostupnosti poprilično preciznih fotografija naseljenih područja Zemlje, postoje primjedbe jer bi se sustav mogao koristiti za planiranje terorističkih napada, te su zbog toga neki dijelovi fotografija cenzurirani, pretežito državne lokacije i objekti u Sjedinjenim Američkim Državama.

## Satelitske fotografije
Osnovna rezolucija satelitskih fotografija je 15 m (točnost, maksimalno odstupanje), fotografije visoke rezolucije se penju do 0.15 m, a neka područja, poput južnoameričkih država su pak ekstremno niskih rezolucija. Kako se te fotografije dosta često koriste za izradu i poboljšanje digitalnih karata, one su minimalno iste, uglavnom i znatno bolje rezolucije. Stalnim priljevom novih i boljih fotografija, postupno se poboljšava sveukupna rezolucija i preciznost. Zanimljivost je da su neka područja, za koja bi se reklo da su potpuno nevažna, snimljena ekstremno visokim rezolucijama, najvjerojatnije zračnim fotografiranjem.

## Mogućnosti
Vjerojatno najkorisnija mogućnost Google Mapsa je skup podataka o cestama i prometnicama s pripadajućim svojstvima i oznakama, turističkim lokacijama (poput restorana, hotela, parkova), prirodnim i umjetničkim znamenitostima, društvenim lokacijama, geopolitičkim određenjima, itd. Pomoću tih podataka, koji čine digitalno stvoreni sustav karata, može se planirati zamalo bilo što vezano uz putovanje ili transport, od određivanja plana vožnje cestama uz upute o pravcima vožnje, traženja smještaja, određivanja mjesta koja će se posjetiti, najisplativijih pravaca za transport ili pak onih koji pružaju najviše zadovoljstva pri putovanju, itd. Te digitalne karte čine zaseban sloj za prikazivanje koji se može kombinirati sa satelitskim kartama za još informativniji prikaz određenog dijela zemljine površine.

## Korisničko sučelje
Korisničko sučelje je jednostavno za navigaciju, povlačenje mišem premješta pogled na druge lokacije, mogući su skokovi na određene koordinate i potraga za lokacijama, podržano je zumiranje do različitih nivoa virtualnog pogleda na Zemlju putem stvarnih satelitskih snimaka i stvorenih digitalnih karata različite kvalitete, ovisno o važnosti promatranog područja, razne načine prikaza karata, od umjetno pridodanih geopolitičkih oznaka, prometnica, puteva, noćnih snimaka, prikaza važnih lokacija, turističkih odredišta, kulturnih znamenitosti, itd.

## Tehnička izvedba
Tehničku i izvedbenu bazu sustava čine JavaScript (skriptni jezik) i XML (jezik za označavanje podataka), te je Google Maps, kao i mnogi drugi softverski proizvodi bio podvrgnut obrnutom inženjeringu (reverse engineering) zbog razvoja dodatnih skripti i raznih neslužbenih dodataka koji proširuju postojeće ili dodaju nove mogućnosti sučelju, uz službene nadogradnje i evoluciju softvera. Neki poznatiji dodaci su prikaz nekretnina za iznajmljivanje, karte raširenosti zločina, a postoje i razne klijentske skripte za prilagođavanje podataka koje Google Maps prikazuje. Sve je popularnije kombiniranje s Flickr službom/zajednicom za razmjenu vlastitih fotografija. Dio razvoja Google Maps-a uključuje i Google Maps API (Application Programming Interface), sučelje za programiranje primarno namijenjeno integraciji u web stranice i prilagodbi vlastitim potrebama.
Google Earth kao samostojeći program implementira i neke dodatne mogućnosti, poput trodimenzionalnih modela građevina dodanih na karte i izometrijske poglede na iste, poveznice na Wikipedia članke lokacija i objekata koji se promatraju, Panoramio uslugu poveznica na razne korisničke fotografije istih objekata i lokacija, ESA (European Space Agency) satelitske ne-kartografske fotografije površine planeta danju/noću i slično.

## Poveznice
- Kartografija
- Google
- Google Earth
- Google Sitemaps

## Vanjske poveznice
- Google Maps
- Google Earth